# Der Schwanendreher
Der Schwanendreher (literalmente, El espetero de cisnes) es un concierto para viola y orquesta de Paul Hindemith, uno de los más comunes del repertorio de viola junto con el de Walton y el de Bartók. Fue compuesto durante el verano de 1935 y estrenado el 14 de noviembre de ese mismo año en Ámsterdam bajo la dirección de Willem Mengelberg y con el propio compositor como solista. 

## Estructura de la obra
Cada movimiento se basa en una o más canciones folclóricas medievales alemanas. Todas ellas recogidas en una colección publicada en 1877 por Franz Böhme, Altdeutsches Liederbuch. Por este motivo a veces se le conoce como el “Concerto from Old Folk Songs” (Concierto sobre antiguos cantos folclóricos). 
Los movimientos son:
1.	“Zwischen Berg und tiefem Tal”: Langsam – Mäβig bewegt, mit Kraft (“Entre la montaña y el valle profundo”: Lenta – Moderadamente movido, con fuerza)
2.	“Nun laube, Lindlein laube”: Sehr ruhig –Fugato: “Der Gutzgauch auf dem Zaune sass” (“Ahora cúbrete de hojas, pequeño tilo”: Muy calmado – Fugato: “El cuco se sentó en la cerca”)
3.	Variationen: “Seid ihr nicht der Schwanendreher”: Mäβig schnell (Variaciones: “¿No eres tú el espetero de cisnes?” – Moderadamente rápido)
La orquesta requiere de 2 flautas (una doblada en píccolo), 1 oboe, 2 clarinetes, 2 fagotes, 3 trompas, 1 trompeta, 1 trombón, timbales, 1 arpa y una sección de cuerdas formada por 4 violonchelos y 3 contrabajos.  Esta orquestación con viento metal reducido y en la que faltan violines y violas es un recurso para evitar que se amalgamen timbres similares y de esta forma permitir que la línea solista se perciba con mayor claridad.

## Significado del título
El título del concierto, traducido como “El espetero de cisnes”, proviene del nombre de la última canción popular alemana utilizada en la obra, titulada “Seid ihr nicht der Schwanendreher” (“¿No eres tú el espetero de cisnes?”). Esta ocupación data de la época medieval y designa al ayudante de cocina encargado de hacer girar el espeto en el que se asaban los cisnes. Sin embargo, en el contexto del concierto (evidenciado en el texto de la canción popular) el significado parece referirse a un trovador medieval ambulante, que toca un instrumento de la familia de la zanfoña. El mango de este instrumento tanto por su forma de cuello de cisne como por su movimiento rotatorio recuerdan al espetero. 
En el prefacio de este concierto Hindemith describe: “Un juglar visita una alegre asamblea y toca para los asistentes varias de las últimas músicas venidas de lejos, canciones felices, o más serias, con un baile como final. Gracias a su imaginación y destreza, adorna y desarrolla los viejos temas con fantasía”. El espetero es, así, el músico ambulante.

## Estreno británico
El estreno en Londres estaba programado para el 22 de enero de 1936, con el compositor como solista y sir Adrian Boult como director. Sin embargo, poco antes de la medianoche del 20 de enero, el rey Jorge V falleció. Al día siguiente, en el breve período de las 11 de la mañana a las 5 de la tarde, Hindemith escribió Trauermusik en homenaje al monarca difunto. Esta obra compuesta para viola y cuerdas se presentó esa noche, en una transmisión en vivo desde un estudio de la BBC, con el propio sir Adrian Boult como director y el compositor como solista. El estreno programado de Der Schwanendreher fue cancelado. Trauermusik contiene material de otras obras de Hindemith: el propio Der Schwanendreher y Symphony: Mathis der Maler.